# Passione eterna (Mario Merola)
Passione eterna è il settimo album discografico di Mario Merola, pubblicato in Italia nel 1972.

## Descrizione
Lo stesso anno venne pubblicato successivamente un album, 'O vendicatore, contenente gli stessi brani in ordine diverso tranne uno, omonimo del titolo, al posto del brano Passione eterna.

## Tracce
1. Passione eterna (Annona - Di Domenico)
2. Caino e Abele (Annona - Di Domenico)
3. O Puveriello (Annona - Di Domenico)
4. Cumpagno 'e Cella (Vento - Albano)
5. Busciarda e Bella (Langella - Visco)
6. E Cumparielle (Esposito - Genta)
7. A Dolce Vita (V. Annona - Esposito - Di Domenico)
8. E Brillante d' 'a Madonna (Annona - Di Domenico)
9. Napule Mio (Acampora - De Crescenzo)
10. O Segno 'e Zorro (Annona - Di Domenico)
11. In Nome della Legge (Fierro - Alfieri)
12. 'O Vico (Russo - Acampora)